# 千萬里
千萬里（천만리、1543年～?）は、朝鮮の役を征討するため、李氏朝鮮へ派兵された明の武将である。李如松らと共に派兵され、戦場を共にする。中国河南省出身。号は思庵。諡号は忠壮。戦争終結後、帰国せずに李氏朝鮮にとどまり帰化する。朝鮮の氏族潁陽千氏の中始祖。